# デウリノの和約
デウリノの和約（英: Peace of Deulino）、あるいはデウリノの休戦（英: Truce of Deulino）、デウリノ条約（英: Treaty of Dywilino）は、1618年12月11日に調印され、1619年1月4日に発効した講和条約で、ポーランド・リトアニア共和国とロシア・ツァーリ国の間の戦争（ロシア・ポーランド戦争）を終わらせた。

## 概要
この条約によりポーランド・リトアニア共和国は東へ領土を伸ばし、1629年にスウェーデン・ポーランド戦争でリヴォニアを割譲するまでの間、連合の歴史上で最大の領土を実現することとなった。
連合はスモレンスク周辺にスモレンスク県を、チェルニーヒウ周辺にチェルニフフ県を置き、14年半の休戦を宣言した。ジグムント3世王の息子ヴワディスワフは戦争中にロシアの大貴族たちによりモスクワのツァーリとして選出されていたが、彼はツァーリ位を放棄しようとしなかった。
1632年、デウリノの和約での休戦期間が終わると両国の間で再び敵意が高まり、ロシアは奪われたスモレンスクを回復すべく戦争を開始した（スモレンスク戦争）。
1635年にポリャノフカ条約が結ばれてスモレンスク戦争は終わり、ヴワディスワフはツァーリ位を放棄する代わりに1618年の国境線が再度確認される結果になった。